# 野田嶺志
野田 嶺志（のだ れいし、1939年10月29日 - 2007年6月23日）は、日本史学者。

## 経歴
- 満州国ハルビン市生まれ
- 1962年新潟大学人文学部史学科卒
- 1967年京都大学大学院博士課程満期退学
- 1968年神戸女子薬科大学専任講師
- 1973年助教授
- 1977年立教大学文学部助教授
- 1980年教授
- 2005年定年
- 名誉教授[1]。

## 著書
- 『防人と衛士 律令国家の兵士』教育社歴史新書. 1980
- 『律令国家の軍事制』吉川弘文館 1984
- 『日本古代軍事構造の研究』塙書房 2010
- 『古代の天皇と豪族』高志書院 2014

### 編著
- 『村のなかの古代史』編 岩田書院 2000
- 『地域のなかの古代史』編 岩田書院 2008

## 論文
- 野田嶺志「「大化改新」への分析視角」『日本史研究』第83号、日本史研究会、1966年、3-20頁、ISSN 03868850。
- 野田嶺志「<論説>物部氏に関する基礎的考察 : 物部氏の成立・展開過程の一試論として」『史林』第51巻第2号、史学研究会 (京都大学文学部内)、1968年、161-194頁、doi:10.14989/shirin_51_161、ISSN 0386-9369。
- 野田嶺志「律令国家の成立と人民闘争」『日本史研究』第104号、日本史研究会、1969年、3-24頁、ISSN 03868850。
- 野田嶺志「共同報告 律令軍事機構の成立とその役割」『日本史研究』150・151、日本史研究会、1975年、43-54頁、ISSN 03868850。
- 野田嶺志「山尾幸久「日本国家の形成」」『史苑』第38巻1・2、立教大学、1977年、87-90頁、ISSN 03869318。
- 野田嶺志「天理市布留遺跡の検討 大王祭祀とフル遺跡」『古代を考える』第32巻、古代を考える会、1983年、38-55頁、doi:10.24484/sitereports.119682-69157。
- 野田嶺志「日本 : 古代 二(一九八五年の歴史学界 : 回顧と展望)」『史学雑誌』第95巻第5号、史学会、1986年、638-643頁、doi:10.24471/shigaku.95.5_638、ISSN 0018-2478。
- 野田嶺志「古代王権の軍事的基礎について」『史苑』第50巻第2号、立教大学、1990年、8-30頁、doi:10.14992/00001274、ISSN 03869318。
- 野田嶺志「入鹿と女帝」『史苑』第61巻第2号、立教大学、2001年、1-6頁、doi:10.14992/00001502、ISSN 03869318。